# Maia Hirasawa
Maia Hirasawa (Sollentuna, 5 maggio 1980) è una cantautrice svedese.

## Biografia
Di origini giapponesi, ha inizialmente ricevuto popolarità come membro degli Hello Saferide. Nel 2007 è stato pubblicato il suo album di debutto Though, I'm Just Me, che ha raggiunto il 9º posto nella classifica svedese degli album. È stato promosso dai singoli And I Found This Boy e The Worrying Kind, arrivati rispettivamente al 56º e al 9º posto a livello nazionale. Il secondo disco GBG vs STHLM è uscito nel 2009 e si è classificato al 12º posto in madrepatria. Nel 2011 ha pubblicato un album eponimo, mentre l'anno seguente è stata la volta di We Got It. Sempre nel 2012 è uscito What I Saw, arrivato 9º in classifica svedese.

## Discografia

### Album in studio
- 2007 – Though, I'm Just Me
- 2009 - GBG vs STHLM
- 2011 - Maia Hirasawa
- 2012 – We Got It
- 2012 – What I Saw

### Extended plays
- 2006 – Songs & Pictures
- 2010 – Dröm bort mig igen
- 2011 – Boom!